# North (E-Sport)
North war eine dänische E-Sport-Organisation, die 2017 vom FC Kopenhagen gegründet und 2021 aufgelöst wurde. 

## Geschichte
Am 3. Januar 2017 gab der FC Kopenhagen die Verpflichtung des ehemaligen Team Dignitas bekannt.
Am 21. August 2017 wurde Valdemar „valde“ Bjørn Vangså als Ersatz für Emil „Magisk“ Reif vorgestellt, welcher nach dem PGL Major: Kraków 2017 kein Bestandteil des Teams mehr war.
Im Januar 2020 erhielt das Team eine umfassende Neuausrichtung, inklusive neuer Corporate Identity.
Im Januar 2021 stellte die Organisation den Betrieb ein. Als Grund wurde die Coronapandemie angeführt.

## Ehemalige Spieler
- Mathias „MSL“ Lauridsen (Jan. 2017 – Okt. 2018)
- Daniel „mertz“ Mertz (Jan. 2018 – Sep. 2018)
- Nikolaj „niko“ Kristensen (Leihspieler von Heroic, Aug. 2018 – Sep. 2018)
- Kristian „k0nfig“ Wienecke (Jan. 2017 – Feb. 2018)
- René „cajunb“ Borg (Jan. 2017 – Feb. 2018)
- Emil „Magisk“ Reif (Jan. 2017 – Aug. 2017)
- Ruben „RUBINO“ Villarroel (Jan. 2017 – März 2017)
- Casper „cadiaN“ Møller (Sep. 2018 – Apr. 2019)
- Valdemar „valde“ Bjørn Vangså (Aug. 2017 – Okt. 2019)
- Philip „aizy“ Aistrup
- Markus „Kjaerbye“ Kjærbye
- Nicklas „gade“ Gade
- René „cajunb“ Borg
- Mathias „MSL“ Lauridsen

## Erfolge
| Datum      | Platz   | Turnier                                 | Preisgeld |
| ---------- | ------- | --------------------------------------- | --------- |
| Jan. 2017  | 5. – 8. | Eleague Major: Atlanta 2017             | 035.000 $ |
| Feb. 2017  | 3. – 4. | DreamHack Masters – Las Vegas 2017      | 025.000 $ |
| Feb. 2017  | 3. – 4. | IEM Katowice 2017                       | 025.000 $ |
| April 2017 | 5. – 8. | StarLadder i-League StarSeries Season 3 | 010.000 $ |
| Juni 2017  | 2.      | ESL Pro League Season 5 Finals          | 100.000 $ |
| Juli 2017  | 5. – 8. | PGL Major: Kraków 2017                  | 035.000 $ |
| Sep. 2017  | 2.      | DreamHack Masters Malmö 2017            | 050.000 $ |
| Sep. 2017  | 1.      | DreamHack Montreal 2017                 | 050.000 $ |
| Okt. 2017  | 3. – 4. | Eleague CS:GO Premier 2017              | 070.000 $ |
| Sep. 2018  | 1.      | DreamHack Masters – Stockholm 2018      | 100.000 $ |
| Dez. 2019  | 1.      | DreamHack Open Sevilla 2019             | 050.000 $ |